# Łobkowe
Łobkowe (ukr. Лобкове) – wieś na Ukrainie, w obwodzie zaporoskim, w rejonie wasylowskim, w hromadzie Stepnohirśk. Liczy 14 mieszkańców.